# РИО (телеканал)
Телекомпания «РИО» — одна из первых частных Самарских региональных телекомпаний, существовавшая с 24 апреля 1993 по 1 июня 2011 года.
После продажи часть творческих программ телекомпании «РИО» вместе с его коллективом перешло на новый «телеканал ДЛД» под руководством Виталия Добрусина.

## История
- В 1992 году в структуре ГТРК «Самара» журналист Виталий Добрусин создает Творческое объединение «РИО»,
- осенью 1992 года ТО «РИО» преобразовано в товарищество с ограниченной ответственностью «ТОРИ» — «Товарищество РИО».
- 24 апреля 1993 года было официально зарегистрировано ОАО «Телерадиокомпания РИО».
- 24 июня 1994 года подписан договор о сотрудничестве «ТВ-6» и «РИО».
- 27 декабря 1994 года в эфир выходят первые программы собственного производства.
- В мае 1995 года телекомпания «РИО» переезжает в собственное здание на ул. Дыбенко, 122, до этого телекомпания выходила в эфир из студий ОРТПЦ.
- 8 июня 1997 года «Телерадиокомпания РИО» отмечает юбилей 5 лет работы, поздравить коллег приезжает генеральный директор «ТВ-6» Александр Пономарёв и «О.С.П.-студия».
- 24 июня 1994 — 22 января 2002 — сотрудничество с МНВК «ТВ-6».
- 22 января — 1 июня 2002 — сотрудничество с «НТВ-Плюс Спорт» и «7ТВ».
- 1 июня 2002 — 22 июня 2003 — сотрудничество с ЗАО «Шестой телеканал» «ТВС».
- 22 июня 2003 — сотрудничество с «ДТВ».
- май 2011 — контрольный пакет акций общества, владевшего ТРК РИО продан «СТС Медиа», которое 1 июня того же года запустило на эфирных частотах федеральную версию канала «ДТВ».
- После продажи и часть творческих программ телекомпании «РИО» вместе с его коллективом перешло на новый телеканал «ДЛД» под руководством Виталия Добрусина.

## Программы, выходившие в разные годы на бывшем телеканале «РИО»

### РИО-Маркет
Информационная коммерческая программа, в эфире которой продавцы и производители рассказывают о своем продукте. С 2003 года программа выходит под названием «Маркет Новости».

### Южная трибуна
Интерактивное ток-шоу «Южная трибуна» выходит в прямом эфире с 5 мая 2006 года. Программа, которую придумал, создаёт и ведёт поэт и публицист Сергей Лейбград, посвящена событиям и проблемам самарского футбола и выступлениям футбольного клуба «Крылья Советов». В студии помимо ведущего на авансцене есть трибуна, где находятся болельщики и эксперты, на сцене — главный гость (тренеры, игроки «Крыльев Советов», ветераны самарского футбола, чиновники и общественные деятели). Наибольший, всероссийский и даже международный, резонанс вызвали выпуски «Южной трибуны» с интервью нападающего Марко Топича, в котором он разоблачал криминальные методы работы бывшего спортивного директора А. Шамханова, и программа с участием Леонида Слуцкого, в которой главный в то время тренер «Крыльев» сделал первые публичные заявления после «скандального» матча в Грозном.

### Один к двум
Интерактивная телеигра для болельщиков в прямом эфире.

### Студия ДВА
Ведущие —  Виталий Добрусин, Александр Князев, Фаина Юрина. Во второй половине 1990-х одна из самых рейтинговых программ в самарском телеэфире. Гостями спик-шоу были известные политики, деятели культуры и науки, писатели, актёры и художники. В частности — Михаил Горбачёв, Александр Солженицын, Геннадий Зюганов, Константин Титов.

### Новый понедельник
Ведущий — Сергей Чичканов.

### Оперативные хроники Самары
Ежедневная программа, созданная самарским журналистом Виктором Петровым в январе 1998 года. Основная тема — криминальные, техногенные и парадоксальные происшествия в Самаре и области. Летом 2000 года руководитель программы отправился на Северный Кавказ вызволять из чеченского плена солдата. Вместо этого он сам попал в плен к чеченским боевикам, после побега изменил своё либеральное мировоззрение. В ноябре 2000 года программа прекратила выходить в эфир из-за появления программы «Дорожный патруль — Самара». После закрытия региональной версии Дорожного патруля программа «ОХ» вернулась в эфир. В 2002 году «Оперативные хроники» вошли в содержание вечернего информационного выпуска. А в начале 2004 года программа «Оперативные хроники», в составе которой к тому времени оставалось только два человека — гл.редактор-журналист-видеооператор Олег Айдаров и водитель Сергей Шляхтин, прекратила своё существование.

### Коллекция
Ведущий — А. Игнашов.

### Треугольник
Ведущая — Анастасия Кнор. Еженедельная встреча влиятельных людей Самарской области с ведущими журналистами губернских СМИ. Каждую неделю в студию РИО приходили политики и журналисты. От вопросов на нейтральные темы разговор переходил к конкретным проблемам и острым вопросам, каждый телезритель наравне с журналистами мог задать интересующий его вопрос гостю программы. Программа выходила в прямом эфире с 1999 года. В 2007 году, в связи с уходом ведущей программы Анастасии Кнор из телекомпании РИО в телекомпанию ГИС, программа была закрыта.

## Вещание
Охват аудитории в Самарской области составлял более 80 %. Вещание осуществлялось с телецентров следующих городов:
- Самара — 27 ТВК, 5 кВт;
- Тольятти — 33 ТВК, 10 кВт;
- Сызрань — 41 ТВК, 1 кВт;
- Большая Глушица (совместно с телекомпанией Пульс) — 10 ТВК, 1 кВт.

Также был возможен приём в приграничных городах соседних областей.